# گات تلنت
گات تلنت (انگلیسی: Got Talent) یک فرمت تلویزیونی نمایش استعدادیابی بریتانیایی است که مالکیت و ساخت آن توسط سایمون کاول انجام شده است. این سری بیش از ۷۰ نسخه مشتق شده در سطح جهان دارد. فرمت این برنامه شبیه به سری آیدل و ایکس فاکتور است، با این تفاوت که هر کسی با هر قابلیتی، نه تنها خوانندگی، می‌تواند در آن شرکت کند. در آوریل ۲۰۱۴، این فرمت تلویزیونی توسط گینس به عنوان موفق‌ترین فرمت تلویزیونی در جهان معرفی شد.
نسخه فارسی این نمایش پرشیاز گات تلنت نام دارد.